# Centrale solaire photovoltaïque de Prouvy-Trith-Saint-Léger
Centrale solaire photovoltaïque de l'aérodrome de Valenciennes-Denain
 (mars 2023).
La centrale solaire photovoltaïque de Prouvy-Trith-Saint-Léger  est un projet de centrale solaire photovoltaïque située à Prouvy et Trith-Saint-Léger, dans le Nord, en France, sur le site de l'aérodrome de Valenciennes-Denain.

## Histoire

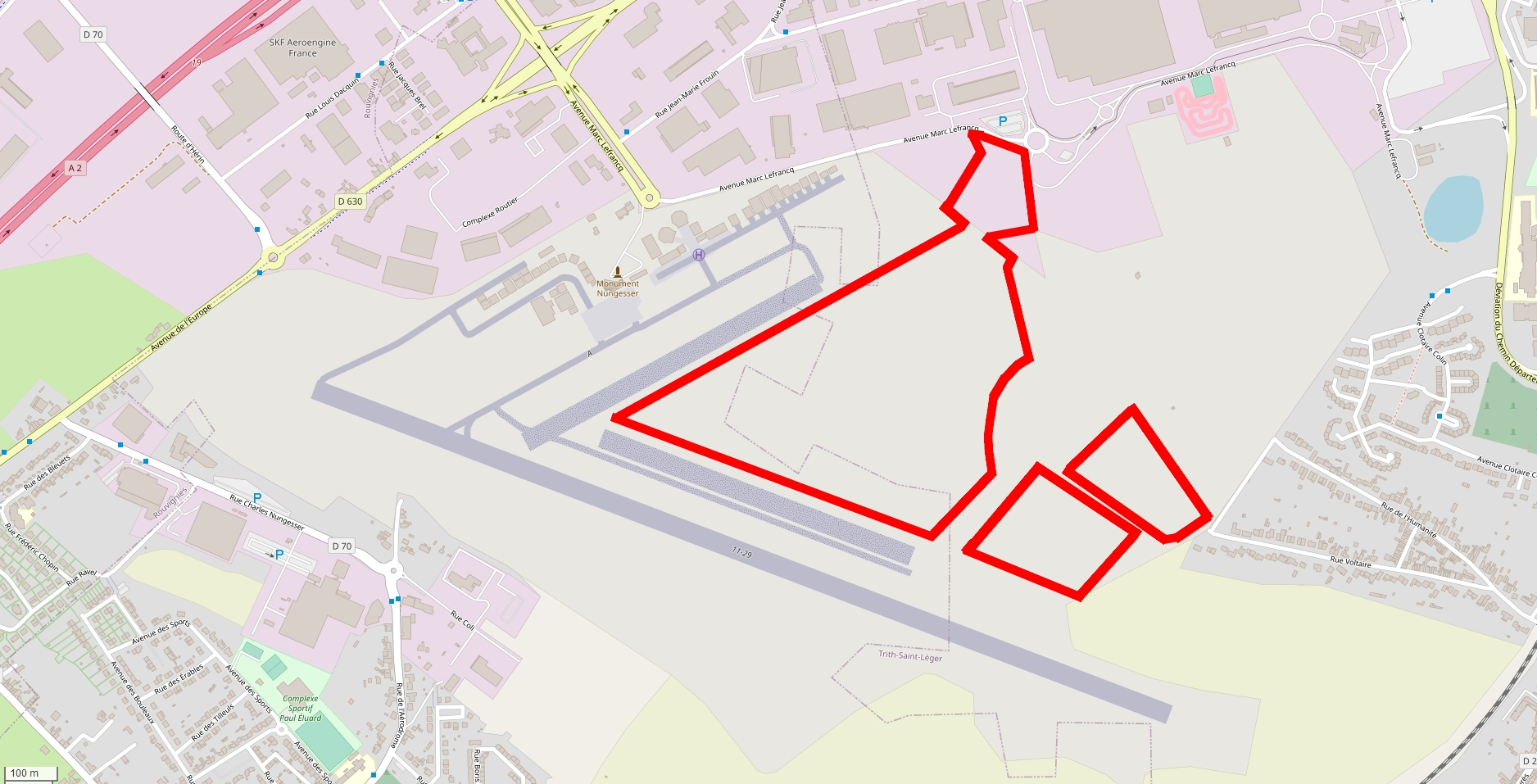
Localisation de la centrale au niveau de l'aérodrome.

Les travaux de la centrale solaire photovoltaïque doivent commencer à l'été 2023 à Prouvy et Trith-Saint-Léger sur des terrains inusités de l'aérodrome de Valenciennes-Denain.
La centrale est exploitée par Neoen,.